# Кулиф
Кулиф (таб. Кьулиф) — село в Табасаранском районе Дагестана (Россия). Входит в состав сельского поселения «Сельсовет Джульджагский».

## География
Расположено в 5 км к западу от районного центра — села Хучни.
Ближайшие сёла: на северо-востоке — Юргулиг, на юго-востоке — Джульджаг.

## Население
| 1895 | 1926 | 1939 | 1970 | 1989 | 2002 | 2010 |
| ---- | ---- | ---- | ---- | ---- | ---- | ---- |
| 133  | ↗165 | ↗170 | ↗247 | ↗312 | ↗402 | ↗623 |
| 2021 |      |      |      |      |      |      |
| ↘595 |      |      |      |      |      |      |